# Парламентские выборы в Лихтенштейне (1958)

Парламентские выборы в Лихтенштейне проходили 23 марта 1958 года.
Прогрессивная гражданская партия получила 9 мест из 15 мест Ландтага. Тем не менее, было сформировано коалиционное правительство Прогрессивной гражданской партии с Патриотическим союзом

## Результаты
| Партия                                 | Партия                                 | Голосов | %    | Мест | +/–  |
| -------------------------------------- | -------------------------------------- | ------- | ---- | ---- | ---- |
|                                        | Прогрессивная гражданская партия       | 1 839   | 54,5 | 9    | +1 ▲ |
|                                        | Патриотический союз                    | 1 537   | 45,5 | 6    | –1 ▼ |
| Недействительных/пустых бюллетеней     | Недействительных/пустых бюллетеней     | 42      | —    | —    | —    |
| Всего                                  | Всего                                  | 3 418   | 100  | 15   | 0    |
| Зарегистрированных избирателей/Явка, % | Зарегистрированных избирателей/Явка, % | 3 544   | 96,4 | —    | —    |
| Источник: Nohlen & Stöver              |                                        |         |      |      |      |